# Marcus Pedersen
Marcus Pedersen (Hamar, 8 juni 1990) is een Noorse voetballer.

## Carrière

### Jeugd & Ham-Kam
Pedersen komt uit de jeugd van Hamarkameratene. Reeds op veertienjarige leeftijd speelde hij in een vriendschappelijke wedstrijd in het eerste elftal van deze club. Op 9 april 2007 maakte hij zijn debuut in de Adeccoligaen, de Noorse tweede divisie, in een wedstrijd tegen Skeid. Mede door blessures kwam hij niet verder dan vijf wedstrijden voor Ham-Kam.

### Strømsgodset IF
In januari 2009 maakte de transfervrije Pedersen een overstap naar Strømsgodset IF. Bij zijn debuut voor deze ploeg op 15 maart 2009 scoorde hij twee doelpunten. De Noorse aanvaller werd een van de meest beloftevolle spelers uit de Tippeligaen. Hij werd al meermaals vergeleken met Wayne Rooney en kon ook rekenen op de interesse van enkele Engelse topclubs. Zo was hij als zestienjarige al eens gaan testen bij Liverpool FC.

### Vitesse
Aan het begin van het seizoen 2010/2011 tekende Pedersen een contract voor 4 seizoenen bij het Arnhemse Vitesse, de club nam hem naar verluidt over voor een bedrag van 1,5 miljoen euro.
Op 24 oktober 2010 maakte Pedersen zijn debuut voor Vitesse, als invaller voor Lasse Nilsson in de 1-4 verloren thuiswedstrijd tegen FC Utrecht; Pedersen tekende deze wedstrijd voor het enige doelpunt van Vitesse.

### Vålerenga IF
Met een beperkt vooruitzicht op speeltijd, vertrekt Pedersen eind februari 2012 op huurbasis naar Vålerenga IF voor de periode tot 31 juli 2012. Op 25 maart 2012 maakte Pedersen zijn debuut voor Vålerenga IF in de met 2-1 gewonnen wedstrijd tegen FK Haugesund. In de uitwedstrijd tegen Strømsgodset IF op 31 maart 2012 maakte hij zijn eerste goal voor Vålerenga IF; Vålerenga IF verloor deze wedstrijd met 3-2.

### Odense BK
Op 31 augustus 2012 vertrekt Pedersen voor een verhuurperiode van het seizoen 2012/'13 naar Odense BK.

### Barnsley FC
Op 21 augustus 2013 vertrok Pedersen voor een verhuurperiode van het seizoen 2013/'14 naar Barnsley FC. Zijn contract bij Vitesse werd hierbij met een jaar verlengd, tot medio 2015.

### SK Brann
Op 11 augustus 2014 maakt Pedersen per direct de overstap naar SK Brann. Hij tekent een contract tot 2016 bij de Noorse club.

## Interlandcarrière
Pedersen nam in 2013 met Jong Noorwegen deel aan de EK-eindronde U21 in Israël. Daar verloor de ploeg onder leiding van bondscoach Tor Ole Skullerud in de halve finale met 3-0 van de latere toernooiwinnaar Spanje.

## Clubstatistieken
| Seizoen   | Club            | Competitie       | Duels | Goals |
| --------- | --------------- | ---------------- | ----- | ----- |
| 2008      | Hamarkameratene | Adeccoligaen     | 9     | 1     |
| 2009      | Strømsgodset IF | Tippeligaen      | 24    | 10    |
| 2010      | Strømsgodset IF | Tippeligaen      | 16    | 7     |
| 2010/2011 | Vitesse         | Eredivisie       | 16    | 5     |
| 2011/2012 | Vitesse         | Eredivisie       | 9     | 0     |
| 2012      | → Vålerenga IF  | Tippeligaen      | 15    | 8     |
| 2012/2013 | Vitesse         | Eredivisie       | 0     | 0     |
| 2012/2013 | → Odense BK     | Superligaen      | 24    | 7     |
| 2013/2014 | Vitesse         | Eredivisie       | 2     | 1     |
| 2013/2014 | → Barnsley FC   | The Championship | 18    | 2     |
| 2014      | SK Brann        | Eliteserien      | 10    | 3     |
| 2015      | SK Brann        | Eliteserien      | 9     | 3     |
| 2015      | Strømsgodset IF | Eliteserien      | 10    | 11    |
| 2016      | Strømsgodset IF | Eliteserien      | 19    | 8     |
| 2017      | Strømsgodset IF | Eliteserien      | 26    | 9     |
| 2018      | Strømsgodset IF | Eliteserien      | 23    | 14    |
| 2019      | Strømsgodset IF | Eliteserien      | 4     | 1     |
| 2020      | Hamarkameratene | OBOS-Ligaen      | 21    | 10    |
| 2020/21   | Ankaraspor      | TFF 1. Lig       | 13    | 8     |
| Totaal    | Totaal          | Totaal           | 268   | 108   |

## Erelijst
Strømsgodset IF
- Noorse beker

2010